# Edo Lovrić
Edo Lovrić, hrvaški pedagog in pravnik, * 30. julij 1866, Crikvenica, † 21. avgust 1951, Zagreb.
Lovrić je bil rektor Univerze v Zagrebu v študijskem letu 1913/14 in med 1937-1939 ter profesor na Pravni fakulteti.